# Ayna Sultanova
Ayna Mahmud qizi Sultanova, född 1895 i Pirəbədil, död 3 juli 1938 i Baku, var en azerbajdzjansk politiker (kommunist). Hon var vice utbildningsminister 1937–1938 och justitieminister 1938 i Azerbajdzjan och som sådan landets första kvinnliga minister. 
Hon var syster till kommunisten Gazanfar Musabekov. Hon var utbildad lärare, och blev 1918 medlem av kommunistpartiet. Hon var verksam i Moskva vid utrikesbyråns mellanösternavdelning innan hon 1920 återvände till Azerbajdzjan, där hon innehade en rad tjänster inom den sovjetiska byråkratin, särskilt sådana som handlade om jämställdhet mellan könen, innan hon 1937 utnämndes till minister. Hon och hennes make arresterades, dömdes för kontrarevolutionär verksamhet och sköts under den stora utrensningen.